# David Beriain
David Beriain Amatriain (Artaxoa, Navarra, 1977 - Burkina Faso, 26 d'abril de 2021) va ser un periodista i documentalista navarrès.

## Biografia
David Beriain va néixer a Artaxoa el 1977. Llicenciat en periodisme per la Universitat de Navarra, va ser periodista i documentalista de professió, especialitzat en periodisme de conflictes. Amb la productora veneçolana Rosaura Romero, amb qui es va casar, va ser l'autor de diversos documentals.
Durant la seva carrera va entrevistar els talibans a l'Afganistan i va explicar els conflictes del Sudan, Congo i Líbia i també va informar de les FARC i els càrtels de la droga. Va crear la productora de documentals 93 metros.
Entre altres projectes, va realitzar una sèrie documental anomenada "Clandestino" per al canal de televisió DMAX. També va dirigir documentals com El ejército perdido de la CIA, La vida en llamas, Amazonas Clandestino o Yasuní, genocidi a la selva.
El 2009 va rebre el premi de periodisme digital José Manuel Porquet per Diez días con las FARC, que també va ser finalista al Bayeux de Normandia. El 2019 el seu documental El negocio del secuestro en Venezuela va ser nominat als premis RealScreen Awards.
Mentre gravaven un documental amb el conservacionista irlandès Rory Young i altres companys de Burkina Faso, el 26 d'abril de 2021 van ser atacats per un grup armat desconegut i van ser denunciats com a desapareguts. El 27 d'abril de 2021, la ministra d'Afers Exteriors espanyola, Arancha González Laya, va informar que havia estat assassinat juntament amb el periodista biscaí Roberto Fraile.